# VW Gran Lavida
Beim Volkswagen Gran Lavida handelt es sich um einen Kombinationskraftwagen, der von Shanghai Volkswagen zwischen 2013 und 2020 für den Markt der Volksrepublik China produziert wurde. Das Modell ersetzte den VW Lavida Sport.

## 1. Generation (2013–2018)

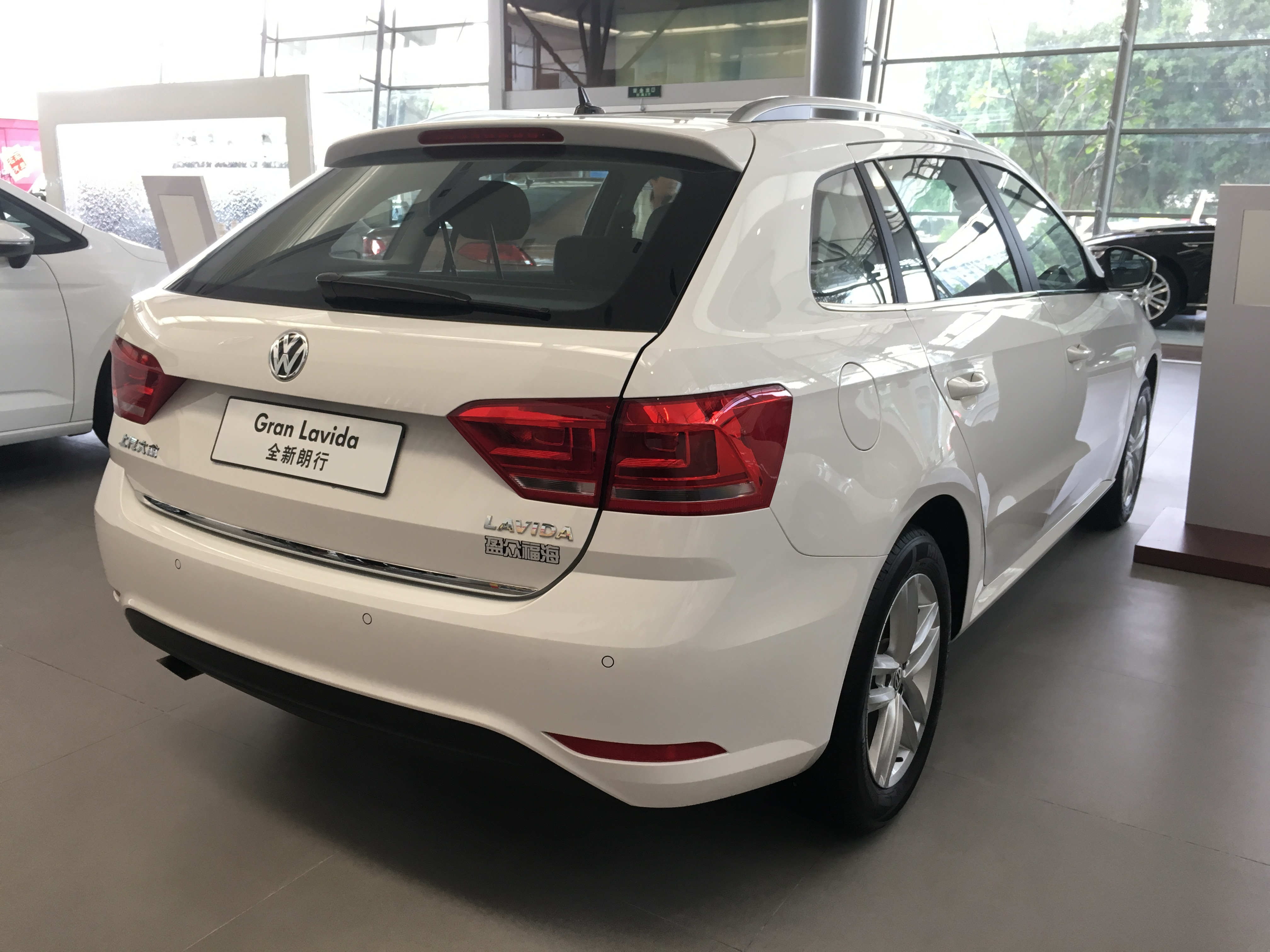
Heckansicht

Die technische Entwicklung der ersten Generation fand auf der Basis des Audi A3 Sportback im Sommer 2012 statt. Bereits im November rollten die ersten Testfahrzeuge auf den chinesischen Straßen. So besaß der Škoda Sportback die Front des A3 mit einem Škoda-typischen Grill und Stoßfängern. Die Rücklichter dagegen stammten vom Škoda Octavia Scout.
Im April 2013 wurde der fertig entwickelte Gran Lavida auf der Shanghai Auto Show erstmals der Öffentlichkeit vorgestellt. Das VW-Modell verfügte nun über die Front- und Heckstoßstange des neuen VW Lavida. Die Rücklichter stammen diesmal vom A3 Cabriolet. Bis zur Aufnahme der Serienproduktion hatte man das Äußere an die des aktuellen Lavida weitgehend angepasst. Lediglich die Heckleuchten werden sich vom Stufenheck-Lavida unterscheiden.
Als Motorisierungen wurden ein 1,4- und ein 1,6-Liter-Motor angeboten. Die landesweite Markteinführung fand gegen Ende Juli 2013 statt.

### Technische Daten
|                            | 1.6                   | 1.4 TSI                            |
| Bauzeitraum                | 2013–2018             | 2013–2018                          |
| Motorkenndaten             |                       |                                    |
| Motortyp                   | R4-Ottomotor          | R4-Ottomotor                       |
| Hubraum                    | 1598 cm³              | 1395 cm³                           |
| max. Leistung bei min−1    | 81 kW (110 PS) / 5800 | 96 kW (131 PS) / 5000              |
| max. Drehmoment bei min−1  | 155 Nm bei 3800       | 225 Nm bei 1400–3500               |
| Kraftübertragung           |                       |                                    |
| Antrieb, serienmäßig       | Vorderradantrieb      | Vorderradantrieb                   |
| Getriebe, serienmäßig      | 5-Gang-Schaltgetriebe | 5-Gang-Schaltgetriebe              |
| Getriebe, optional         | (6-Stufen-Tiptronic)  | (7-Stufen-Doppelkupplungsgetriebe) |
| Messwerte                  |                       |                                    |
| Höchstgeschwindigkeit      | 188 km/h (183 km/h)   | 200 km/h                           |
| Beschleunigung, 0–100 km/h | 11,3 s (12,3 s)       | 9,3 s                              |
| Leergewicht                | 1235 kg (1275 kg)     | 1295 kg (1315 kg)                  |
| Tankinhalt                 | 55 l                  | 55 l                               |

## 2. Generation (2018–2020)

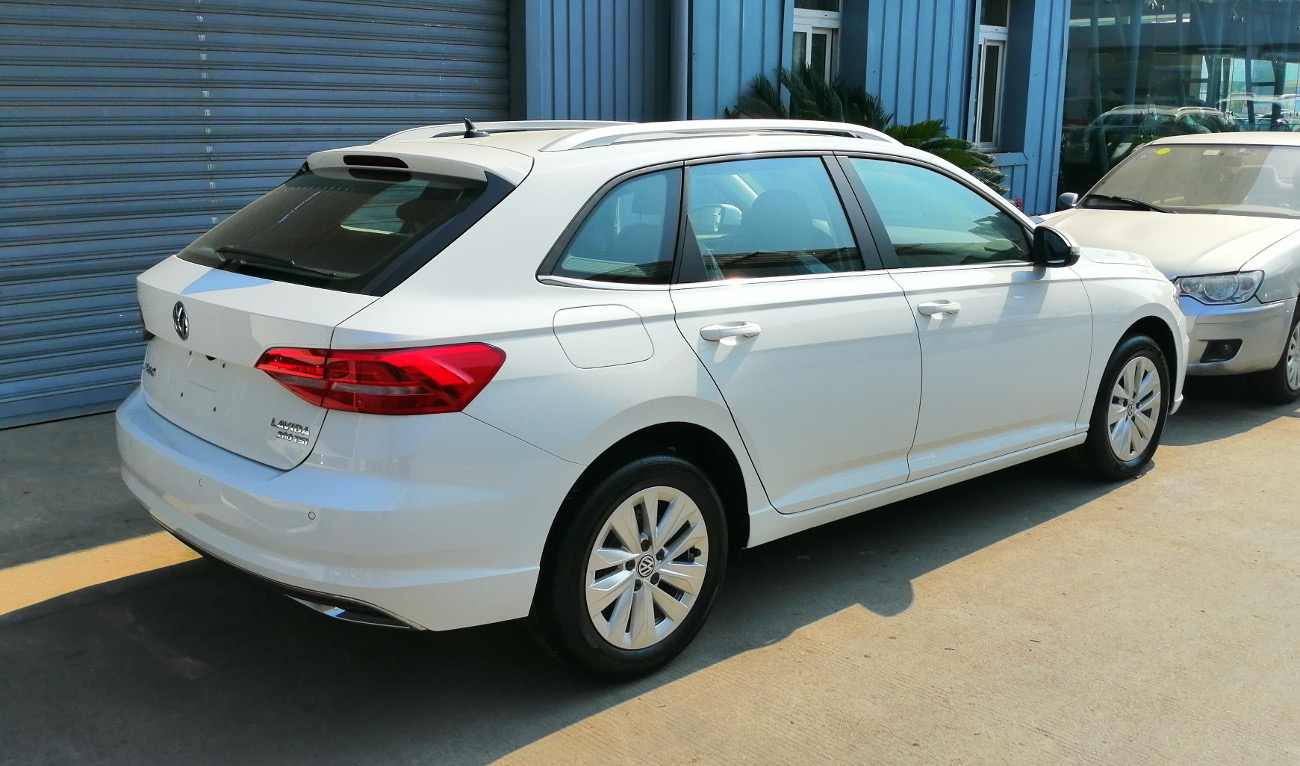
Heckansicht

Die zweite Generation des Gran Lavida wurde zwischen 2018 und 2020 gebaut. Sie basiert auf dem VW Lavida Plus und baut daher auf dem modularen Querbaukasten auf.

### Technische Daten
Als Motorisierungen stehen ein 1,2- und ein 1,4-Liter-Motor zur Verfügung.
|                            | 200 TSI                          | 280 TSI                          |
| Bauzeitraum                | 2018–2020                        | 2018–2020                        |
| Motorkenndaten             |                                  |                                  |
| Motortyp                   | R4-Ottomotor                     | R4-Ottomotor                     |
| Hubraum                    | 1197 cm³                         | 1395 cm³                         |
| max. Leistung bei min−1    | 85 kW (116 PS) / 5000            | 110 kW (150 PS) / 5000           |
| max. Drehmoment bei min−1  | 200 Nm bei 2000–3500             | 250 Nm bei 1750–3000             |
| Kraftübertragung           |                                  |                                  |
| Antrieb, serienmäßig       | Vorderradantrieb                 | Vorderradantrieb                 |
| Getriebe, serienmäßig      | 7-Stufen-Doppelkupplungsgetriebe | 7-Stufen-Doppelkupplungsgetriebe |
| Messwerte                  |                                  |                                  |
| Höchstgeschwindigkeit      | 195 km/h                         | 200–210 km/h                     |
| Beschleunigung, 0–100 km/h | 10,6–11,6 s                      | 8,3 s                            |
| Tankinhalt                 | 51 l                             | 51 l                             |